# 譚坤倫
譚坤倫（英語：Alan Tam Kwan Lun，1991年5月15日—），香港男演員及健身教練，為前無綫電視经理人合約藝員。

## 簡歷
譚坤倫6歲時父母離異，剛升上小學一年級就被父親送到河南省嵩山少林寺中心武術學校學習北派武術（長拳、南拳、小洪拳、七星拳、陰手棍等），1999年曾代表學校「河南省全市武術比賽」，奪得棍術套路冠軍及劍術套路亞軍，後來隨母親回港生活和入讀鮮魚行學校。他畢業於基督教香港信義會信義中學，原先決定當髮型師，但在2011年選擇參加無綫電視綜藝節目《功夫新星》，同年再赴嵩山少林寺中心武術學校修煉武術，亦加入第25期無綫電視藝員訓練班。2013年，他於該台劇集《On Call 36小時II》中飾演實習醫生「丁志傑（傑仔）」一角漸為人所認識。
2017年，譚坤倫首次參與拍攝內地電影和擔任男主角，2018年則在劇集《果欄中的江湖大嫂》裡飾演戴康健手下「潘尊尼（Johnny）」，因外型健碩而受到注目，同年又於另一劇集《天命》內飾演癡情男子「林根」一角亦獲得觀眾讚賞，並開始任職 MegaBox Goji Studios 分店健身教練。2019年，他參演《包青天再起風雲》內「開封七子」之一「馬漢」一角，表現再次讓觀眾注視。2023年再憑《愛·回家之開心速遞》「施彼余（CPU）」一角在劇中露腹肌引起關注。
2024年4月約滿後離開無綫。

## 演出作品

### 電視劇
| 首播         | 劇名               | 角色                                     |
| 無綫電視     |                    |                                          |
| 2012年       | 愛·回家            | 年青馬強（第101集）                      |
| 2012年       | 愛·回家            | 路 人（第36、37集）                      |
| 2012年       | 巴不得媽媽...      | 記 者                                    |
| 2012年       | 幸福摩天輪         | 攝影師                                   |
| 2012年       | 法網狙擊           | 黃菲菲親戚朋友（第4集）                  |
| 2013年       | 老表，你好嘢！     | Kimchi 成員                              |
| 2013年       | 初五啟市錄         | 魔術師（第4集）                          |
| 2013年       | 心路GPS            | 應徵男子（第1集）                        |
| 2013年       | 女警愛作戰         | 本地人士（第19集）                       |
| 2013年       | 仁心解碼II         | 社 工（第2 - 6集）                       |
| 2013年       | 神探高倫布         | 臭 飛                                    |
| 2013年       | 情越海岸線         | 衛生督察（第9集）                        |
| 2013年       | 好心作怪           | 廣告男主角（第10集）                     |
| 2013年       | 師父·明白了        | 馮 鳥（第1集）                           |
| 2013年       | 衝上雲霄II         | 阿 倫（第9、10、12、14、15集）           |
| 2013年       | 情逆三世緣         | 凌錦通                                   |
| 2013年       | 神鎗狙擊           | 軍裝警察                                 |
| 2013年       | 法外風雲           | Ken                                      |
| 2013年       | On Call 36小時II   | 丁志傑（傑仔）                           |
| 2014年       | 新抱喜相逢         | 陳樹友                                   |
| 2014年       | 單戀雙城           | FM                                       |
| 2014年       | 叛逃               | 黑狗哥之手下                             |
| 2014年       | 女人俱樂部         | 派對男生                                 |
| 2014年       | 寒山潛龍           | 昌                                       |
| 2014年       | 載得有情人         | 文職員（第20集）                         |
| 2014年       | 大藥坊             | 陸大開                                   |
| 2014年       | 飛虎II             | 何威豪（第4集）                          |
| 2014年       | 名門暗戰           | 記 者（第27集）                          |
| 2014年       | 醋娘子             | 楊 威                                    |
| 2014年       | 八卦神探           | 勳                                       |
| 2015年       | 師奶MADAM          | 侍 應                                    |
| 2015年       | 倩女喜相逢         | 殭 屍                                    |
| 2015年       | 潮拜武當           | 武 坤                                    |
| 2015年       | 鬼同你OT           | 救護員                                   |
| 2015年       | 拆局專家           | 阿 虎                                    |
| 2015年       | 無雙譜             | 火                                       |
| 2015年       | 東坡家事           | 密 探（第20集）                          |
| 2015年       | 實習天使           | 威                                       |
| 2016年       | 鐵馬戰車           | 吳 健                                    |
| 2016年       | 愛情食物鏈         | 「最好味快餐旗艦店」客人（第15集）       |
| 2016年       | 公公出宮           | 虎                                       |
| 2016年       | 警犬巴打           | 傑                                       |
| 2016年       | EU超時任務         | 周炳仁助手                               |
| 2016年       | 殭                 | 保 鑣（第13、14集）                      |
| 2016年       | 火線下的江湖大佬   | 伍爪金龍舞獅隊隊員                       |
| 2016年       | 純熟意外           | 時裝店店員（第7集）                      |
| 2016年       | 純熟意外           | 外賣仔（第19、20集）                     |
| 2016年       | 愛·回家之八時入席  | 武 師（第63、142、157集）                |
| 2016年       | 愛·回家之八時入席  | 男演員（第199集）                        |
| 2016年       | 完美叛侶           | 新 郎                                    |
| 2016年       | 一屋老友記         | 男 友（第19集）                          |
| 2016年       | 城寨英雄           | 福壽金手下                               |
| 2016年       | 超能老豆           | 洪永良                                   |
| 2016年       | 律政強人           | Sunny                                    |
| 2016年       | 幕後玩家           | 工作人員                                 |
| 2016年       | 流氓皇帝           | 應聲叢                                   |
| 2017年       | 乘勝狙擊           | 觀 眾                                    |
| 2017年       | 迷                 | 康                                       |
| 2017年       | 親親我好媽         | 拳館教練（第15、16、18集）               |
| 2017年       | 我瞞結婚了         | 周維坤手下                               |
| 2017年       | 與諜同謀           | 陳永南手下（第12、24、25集）             |
| 2017年       | 全職沒女           | 新 郎（第3集）                           |
| 2017年       | 同盟               | 陳萬輝手下（第7 - 9集）                  |
| 2017年       | 超時空男臣         | 大 洪                                    |
| 2017年       | 降魔的             | 消防員（第11集）                         |
| 2017至2024年 | 愛·回家之開心速遞  | 加藤助手（第123集）                      |
| 2017至2024年 | 愛·回家之開心速遞  | 保 鑣（第197集）                         |
| 2017至2024年 | 愛·回家之開心速遞  | 職 員（第380集）                         |
| 2017至2024年 | 愛·回家之開心速遞  | 施彼余（CPU）（第419集起）               |
| 2018年       | 三個女人一個「因」 | Royal                                    |
| 2018年       | 翻生武林           | 羅公子（第3集）                          |
| 2018年       | 果欄中的江湖大嫂   | 潘尊尼                                   |
| 2018年       | 宮心計2深宮計      | 趙成發                                   |
| 2018年       | 天命               | 林 根                                    |
| 2018年       | 跳躍生命線         | 廖振威                                   |
| 2018年       | 是咁的，法官閣下   | 文理大學學生（第2、4、5集）              |
| 2019年       | 包青天再起風雲     | 馬 漢                                    |
| 2019年       | 解決師             | 邦                                       |
| 2020年       | 黃金有罪           | 火 雞                                    |
| 2020年       | 大醬園             | 車 伕（第28集）                          |
| 2020年       | 法證先鋒IV         | 張 威（第15集）                          |
| 2020年       | 機場特警           | 徐展奇（第1集）                          |
| 2020年       | 降魔的2.0          | Max（第9集）                             |
| 2020年       | C9特工             | 開山刀                                   |
| 2020年       | 木棘証人           | 年青袁震東（第16、20集）                 |
| 2020年       | 堅離地愛堅離地     | 盲 人                                    |
| 2021年       | 陀槍師姐2021       | Bobby                                    |
| 2021年       | 伙記辦大事         | 牛 丸                                    |
| 2021年       | 逆天奇案           | 何德成（第12集）                         |
| 2021年       | 一笑渡凡間         | 大粒癦（第5、6、8集）                    |
| 2021年       | 寶寶大過天         | 龍 友（第13集）                          |
| 2021年       | 七公主             | 會員黃生（第3 - 6、9集）                 |
| 2021年       | 把關者們           | 刑事情報科警察（第2集）                  |
| 2021年       | 換命真相           | 威（第16集）                             |
| 2021年       | 十月初五的月光     | 追數男（第2集）                          |
| 2021年       | 拳王               | 金國中                                   |
| 2022年       | 鐵拳英雄           | 檔 主（第1集）                           |
| 2022年       | 金宵大廈2          | 宅 男（第1集）                           |
| 2022年       | 雙生陌生人         | 樂銘光                                   |
| 2022年       | 童時愛上你         | 迎友人（第11集）                         |
| 2022年       | 回歸               | 記 者（第12 - 15集）                     |
| 2022年       | 白色強人II         | 大 雄（第24集）                          |
| 2022年       | 痞子殿下           | 常 勝                                    |
| 2022年       | 黯夜守護者         | 峰                                       |
| 2022年       | 美麗戰場           | 反 派（第15集）                          |
| 2022年       | 超能使者           | 魚蛋仔助手（第16集）                     |
| 2022年       | 輕·功              | 工作人員（第10、15、18集）               |
| 2023年       | 黃金萬両           | 公 子（第1集）                           |
| 2023年       | 新四十二章         | 敖螢峰                                   |
| 2023年       | 隱形戰隊           | 獄 警                                    |
| 2023年       | 法言人             | 忠                                       |
| 2023年       | 隱門               | 攝影師（第9集）                          |
| 2023年       | 靈戲逼人           | 青年方雪海（第10集）                     |
| 2023年       | 破毒強人           | 八 兩                                    |
| 2023年       | 寵愛Pet Pet        | 主 人（第1、3、5集）                     |
| 2023年       | 寵愛Pet Pet        | 客 人（第6 - 8、13 - 14、16、19 - 20集） |
| 2024年       | 逆天奇案2          | 邱Sir（第4集）                           |
| 2025年       | 痞子無間道         | 何 能                                    |
| 2025年       | 虛擬情人           | 警 員（第6 - 7、12集）                   |
| 邵氏兄弟     |                    |                                          |
| 2022年       | 飛虎之壯志英雄     | 記 者（第15集）                          |

### 綜藝節目
| 首播     | 節目名                    | 備註                               |
| 無綫電視 |                           |                                    |
| 2011年   | 功夫新星                  | 參賽者（第1、5、6集）              |
| 2011年   | 兄弟幫                    | 嘉賓（第374集）                    |
| 2011年   | 萬千星輝賀台慶            | 開場表演嘉賓                       |
| 2012年   | 行運一條龍                | 龍年旺生肖 Catwalk 表演嘉賓        |
| 2012年   | 問問Master Joe            | 記者 Alan / Agent A（第237集開始） |
| 2013年   | 新春自家菜                | 嘉賓                               |
| 2013年   | 時刻裝備 TVB 創造46年傳奇 | 台慶劇《On Call 36小時II》宣傳     |
| 2013年   | 萬千星輝賀台慶            | 演出                               |
| 2018年   | 兄弟大茶飯                | 第4 - 7集嘉賓                      |
| 2018年   | 東張西望                  | 10月29日訪問嘉賓                   |

### 電影
| 首映   | 電影名           | 角色     |
| 2016年 | 刑警兄弟         | 金狼手下 |
| 2017年 | 拆彈專家         | 人 質    |
| 2018年 | 深宫碟影（內地） | 陳 忠    |
| 2021年 | 怒火             | 軍裝警員 |

## 曾獲獎項與提名
| 年份   | 獎項                              | 結果 |
| 1999年 | 河南省全市武術比賽 - 棍術套路冠軍 | 獲獎 |
| 1999年 | 河南省全市武術比賽 - 劍術套路亞軍 | 獲獎 |

## 外部連結
- 譚坤倫 Alan的Facebook專頁
- 譚坤倫的Instagram帳戶
- 譚坤倫Alan的新浪微博
- 譚坤倫在香港影庫上的簡介